# 成綿楽旅客専用線
成綿楽旅客専用線（せいめんらくりょかくせんようせん、中文表記: 成绵乐客运专线）は、中華人民共和国四川省の綿陽市江油市と成都市、峨眉山市の間を、宝成線・成昆線と並行して結ぶ中国鉄路総公司の高速鉄道新線の旧称。2013年、路線の北側を陝西省西安市に、南側を貴州省貴陽市に延伸することが決定、着工すると、成都市・綿陽市間は西成旅客専用線に、成都市・峨眉山市間は成貴旅客専用線に呼称を改められた。
従来の成綿楽旅客専用線の区間であった、江油駅・峨眉山駅間は2014年12月20日に開通した。

## 新名称の一覧
- 西成旅客専用線（綿陽市江油市・成都市間）
- 成貴旅客専用線（成都市・峨眉山市間）

## 参考資料
1. ↑  関于明確成綿楽鉄路線名、站名和運営里程的会議紀要